# Алго Кярп
Алго Кярп (13 квітня 1985 , Колґа-Яані, Вільяндімаа ) - естонський лижник, учасник Олімпійських ігор у 2010, 2014, 2018 років. Спеціаліст з дистанційних перегонів.

## Кар'єра
У Кубку світу Кярп дебютував у січні 2006 року, у листопаді того ж року вперше потрапив до тридцятки найкращих на етапі Кубка світу, в естафеті. Найкраще досягнення Кярпа в загальному заліку Кубка світу - 49-те місце в сезоні 2010-2011.
На Олімпіаді-2010 у Ванкувері стартував у двох перегонах: естафеті – 14-те місце, мас-старті на 50 км – 41-ше місце.
За свою кар'єру взяв участь у п'яти чемпіонатах світу, найкращі результати: 10-те місце в естафеті на чемпіонаті-2011 і 21-ше місце в перегонах на 50 км класичним стилем на чемпіонаті-2015.
У лютому 2019 року був пов'язаний із допінговим скандалом, внаслідок якого визнав вживання кров'яного допінгу.
Кярп використовує лижі виробництва фірми Fischer, черевики та кріплення Salomon.

## Результати за кар'єру
Усі результати наведено за даними Міжнародної федерації лижного спорту.

### Олімпійські ігри
| Змагання          | Спринт        | Спринт         | 15 км         | 15 км          | Скіатлон 2 × 15 км | 50 км | Естафета | Естафета  |
| Змагання          | вільн. стилем | класич. стилем | вільн. стилем | класич. стилем | Скіатлон 2 × 15 км | 50 км | Спринт   | 4 × 10 км |
| ОІ 2010 Ванкувер  | Не пров.      | —              | —             | Не пров.       | —                  | 41    | —        | 14        |
| ОІ 2014 Сочі      | —             | Не пров.       | Не пров.      | 42             | —                  | —     | –        | 10        |
| ОІ 2018 Пхьончхан | Не пров.      | —              | —             | Не пров.       | —                  | DSQ   | —        | DSQ       |

### Чемпіонати світу
| Змагання            | Змагання            | 2009 | 2011 | 2013 | 2015 | 2017 |
| 15 км Класичний ст. | 15 км Класичний ст. | 57   | 23   |      |      | DSQ  |
| 50 км Класичний ст. | 50 км Класичний ст. |      |      | 47   | 21   |      |
| Естафета 4 × 10 км  | Естафета 4 × 10 км  |      | 10   |      |      | DSQ  |

### Кубки світу
- Найвище місце в загальному заліку: 49-те 2011 року.
- Найвище місце в окремих перегонах: 16-те.

#### Підсумкові місця в Кубку світу за роками
| Сезон     | Заг. залік | Залік дистанції |
| 2008-2009 | 146        | 90              |
| 2009-2010 | 148        | 97              |
| 2010-2011 | 49         | 92              |
| 2013-2014 | 122        | 74              |